# Goren tjiflik
Goren tjiflik (bulgariska: Горен чифлик) är ett distrikt i Bulgarien.   Det ligger i kommunen Obsjtina Dolni tjiflik och regionen Oblast Varna, i den östra delen av landet, 400 km öster om huvudstaden Sofia.
I omgivningarna runt Goren tjiflik växer i huvudsak lövfällande lövskog. Runt Goren tjiflik är det ganska glesbefolkat, med 39 invånare per kvadratkilometer.